# Llista d'episodis d'Infidels
La sèrie de televisió catalana Infidels consta de tres temporada amb un total de 42 episodis. Es va estrenar a Catalunya per TV3 el 26 de març de 2009 i l'últim espisodi es va emetre el 15 de març de 2011.

## Temporades
| Temporada | Temporada | Episodis | Estrena a Catalunya    | Final                 | Final |
| --------- | --------- | -------- | ---------------------- | --------------------- | ----- |
|           | 1         | 16       | 26 de març de 2009     | 16 de juliol de 2009  |       |
|           | 2         | 13       | 14 de setembre de 2010 | 7 de desembre de 2010 |       |
|           | 3         | 13       | 14 de desembre de 2010 | 15 de març de 2011    |       |

## Llista d'episodis

### Primera temporada
| Núm. | #  | Títol                                                          | Director                      | Guionista       | Data d'emissió       |
| --- | -- | -------------------------------------------------------------- | ----------------------------- | --------------- | -------------------- |
| 1 | 1  | «Hi ha coses que no s'expliquen»                               | María Almagro                 | Javier Olivares | 26 de març de 2009   |
| Primer capítol d'una sèrie que parla de gent comuna però excepcional, autèntics herois anònims del dia a dia. Gent que entoma drames i pèrdues irreparables i que, pel camí, són feliços quan poden i els deixen. |    |                                                                |                               |                 |                      |
| 2 | 2  | «No t'has de rendir mai, em sents? Mai»                        | Sònia Sánchez                 | Javier Olivares | 2 d'abril de 2009    |
| La Lídia encara pateix la pèrdua del Lluís, el seu marit. A més, l'homenatge que els companys de professió li volen dedicar l'obliga a pensar-hi constantment. La redacció del discurs que ha de tancar l'acte la conduirà a una profunda crisi amb conseqüències límits. |    |                                                                |                               |                 |                      |
| 3 | 3  | «Aquests són els moments que et deia... Els que valen la pena» | Xavier Berraondo              | Javier Olivares | 9 d'abril de 2009    |
| La Marina, la filla de la Joana, sent una conversa sospitosa del seu pare i ho explica a l'Arlet, que prefereix no revelar el secret. Per la seva banda, l'Arlet es va fent cada dia una mica més amiga de la Dani, en qui troba un equilibri perfecte... ben al contrari que amb el seu nòvio, per qui sent molt d'afecte, però de qui no pot suportar que li envaeixi l'espai vital.                                                                                        |    |                                                                |                               |                 |                      |
| 4 | 4  | «Joana, veus fantasmes on no n'hi ha»                          | María Almagro                 | Javier Olivares | 16 d'abril de 2009   |
| Un cop assabentades de la malaltia de la Paula, totes les amigues, excepte la Lídia, insisteixen perquè lluiti i s'operi. La Paula opta per ensenyar-los la seva casa nova, on sempre s'havia citat amb el seu amant. El que havia de ser un sopar d'amigues es transforma en una discussió sobre la necessitat d'operar-se o no... |    |                                                                |                               |                 |                      |
| 5 | 5  | «Tu no tens cap secret, Arlet?»                                | Sònia Sánchez                 | Javier Olivares | 23 d'abril de 2009   |
| L'Arlet no entén com la seva mare encara continua cuidant-se del seu marit després de tot el mal que li va fer. La Joana està convençuda que el Francesc l'enganya. La Cruz i la Lídia volen ajudar-la a treure'n l'entrellat. La Paula continua trucant al Marc, el seu amant, però ell no li respon. La noia té la primera al·lucinació i comença a sentir veus. La Lídia li deixa clar que això només és el principi.                                                      |    |                                                                |                               |                 |                      |
| 6 | 6  | «Hem d'aprofitar cada dia, cada hora, cada minut...»           | Xavier Berraondo              | Javier Olivares | 30 d'abril de 2009   |
| La Paula diu al Marc, el seu amant, que se sent feliç d'haver trobat l'amor de la seva vida. Les amigues el coneixen, que els fa entendre que s'estima molt la Paula. La Joana està feta pols pel que ha passat amb el Francesc, però és capaç de comportar-se amb enteresa davant les amigues. La dona reconeix la Cecilia, però decideix no dir-li res. |    |                                                                |                               |                 |                      |
| 7 | 7  | «Aquí tens la primera norma: mentides, ni una»                 | María Almagro                 | Javier Olivares | 7 de maig de 2009    |
| En aquest episodi, un atracament i els preparatius per a un casament. La Cruz i la Joana són al banc quan entra un atracador i les amenaça. La Lídia no té cap més remei que reconèixer a l'Albert que viu una història d'amor amb un altre, però li amaga amb qui la viu. Gràcies al Toni, la Lídia descobreix el despatx secret del Lluís. La Paula i el Marc es casaran d'aquí a dos dies.                                                                                 |    |                                                                |                               |                 |                      |
| 8 | 8  | «Per l'Esperança»                                              | Sònia Sánchez                 | Javier Olivares | 14 de maig de 2009   |
| L'Arlet ensenya al Víctor el pis que ha llogat. La ràdio parla de la lesió de la Dani. En Víctor marxa a Bèlgica i l'Arlet truca a la Dani per veure's. La Lídia continua obsessionada amb les cintes d'en Lluís i de la Marta i no triga a adonar-se que tota la seva vida està plena de mentides. La Paula ha heretat d'una tieta. |    |                                                                |                               |                 |                      |
| 9 | 9  | «L'hem cagat... Ara sí que l'hem cagat»                        | Xavier Berraondo              | Javier Olivares | 21 de maig de 2009   |
| La Lídia rep una trucada al mòbil: el Toni ha tingut un accident i sembla que està molt greu. L'Eduard i la Cruz es vesteixen per anar a l'enterrament d'en Raimon. L'Oriol culpa la Joana del petó que li va fer a en Peter. El Francesc ve a visitar els nens i la Joana li explica que ara treballa en un súper. L'Oriol s'escapa per buscar el seu pare i acaba trobant-se la Cecília.                                                                                    |    |                                                                |                               |                 |                      |
| 10 | 10 | «Vull dormir tranquil·la a les nits»                           | María Almagro                 | Javier Olivares | 4 de juny de 2009    |
| En Toni s'instal·la uns dies a casa de la Lídia per acabar de recuperar-se. El noi va a visitar la seva àvia i s'adona que algú més, a part d'ell, la visita. La Cruz somia angoixada perquè no sap si el fill que espera és de l'Eduard o no. En Robert vol veure els moviments del compte de l'Abadal i la Cruz, per despistar-lo, li diu que està embarassada. |    |                                                                |                               |                 |                      |
| 11 | 11 | «I'm fine, thanks»                                             | Sònia Sánchez                 | Javier Olivares | 11 de juny de 2009   |
| La Maria retreu a la Paula que sigui una egoista. En Marc pateix en veure que l'Adrià no vol quedar-se al pis amb la Paula. En Toni diu a la Lídia que ell ja s'ha enfrontat amb el seu passat, i que ara li toca a ella. |    |                                                                |                               |                 |                      |
| 12 | 12 | «No tens temps per cuinar?»                                    | Xavier Berraondo              | Javier Olivares | 18 de juny de 2009   |
| La Paula no es troba bé i ha anul·lat les sessions amb el sanador. En Marc se'n cuida com pot. La Maria topa amb en Marc, l'exmarit de la Paula, i per casualitat li explica que ella i el nen ho estan passant fatal. La Lídia recupera la seva activitat de restaurar mobles. Tot i que ella no l'hi explica del tot, l'Albert descobreix amb ràbia que la psiquiatra manté una relació amb en Toni.                                                                        |    |                                                                |                               |                 |                      |
| 13 | 13 | «Cara o creu?»                                                 | María Almagro                 | Javier Olivares | 25 de juny de 2009   |
| La Joana no pot evitar mostrar-se seca amb el Peter i li demana temps per pair la situació. El Francesc s'adona que la relació entre tots dos no ha prosperat. El Marc demana a la Paula que s'operi, però ella no sap què fer. La Maria porta l'Adrià al Marc perquè passi un últim dia amb el seu pare abans d'anar-se'n. |    |                                                                |                               |                 |                      |
| 14 | 14 | «Em quedo. Passi el que passi»                                 | Sònia Sánchez                 | Javier Olivares | 2 de juliol de 2009  |
| Les amigues comenten amb alegria i esperança la decisió de Paula d'operar-se. El metge, però, li comunica que el temps d'operar-se ja ha passat. El Marc troba a faltar el seu fill. |    |                                                                |                               |                 |                      |
| 15 | 15 | «Però em tocava a mi, no a ell!»                               | Xavier Berraondo              | Javier Olivares | 9 de juliol de 2009  |
| L'Arlet diu a la Dani que ha tornat a tenir el mateix somni: ella persegueix el Marc, però no aconsegueix atrapar-lo. La Lídia li explica que potser el seu somni es deu a la por a la pèrdua. La Paula està feta pols. La Cruz i el Marc, el seu exmarit, li fan costat, però ella no reacciona. Les amigues també ho intenten, però el Toni és l'únic capaç de treure-li un somriure.                                                                                       |    |                                                                |                               |                 |                      |
| 16 | 16 | «Com a mínim, us dec un sopar!»                                | María Almagro & Sònia Sánchez | Javier Olivares | 16 de juliol de 2009 |
| La Paula sembla força animada tot i que demà s'opera. La Dani no acaba d'encaixar en el grup. La Cruz creu que la presència de la noia talla el rotllo. La Dani beu una mica massa i avergonyeix l'Arlet davant de les amigues. El Toni rep una trucada de la mare en què li demana ajuda. Quan la troba, s'adona que algú l'ha colpejada. El Rubén vol saber si la Lídia està interessada en una feina a Madrid. La Joana troba un anell a en Peter i comença a fer càbales. |    |                                                                |                               |                 |                      |

### Segona temporada
| Núm. | #  | Títol                                              | Director         | Guionista       | Data d'emissió         |
| --- | -- | -------------------------------------------------- | ---------------- | --------------- | ---------------------- |
| 17 | 1  | «Llenties i escalivada»                            | Sònia Sánchez    | Javier Olivares | 14 de setembre de 2010 |
| Ha passat un any i mig des de l'operació de la Paula, que s'ha recuperat físicament, però no emocionalment, i ara regenta un bar. La Cruz, ha tornat a trobar feina però topa amb la Sònia, una cap molt absorbent. La Lídia fa les gestions per adoptar un nen en acollida. La Joana tira endavant la família venent pisos, al mateix temps que acaba de donar els últims retocs al vestit de núvia de l'Arlet... que es casa amb la Dani. |    |                                                    |                  |                 |                        |
| 18 | 2  | «Fote't el peluix pel cul»                         | Xavier Berraondo | Javier Olivares | 21 de setembre de 2010 |
| Amb la Dani i l'Arlet de lluna de mel, les amigues preparen el primer aniversari de la filla de la Cruz. La Paula trenca la relació amb el seu soci al bar, i adquireix un deute que no pot pagar. La Joana, desesperada, va a veure la Lídia i es troba amb el seu nou soci, en Salva, que després d'una peculiar teràpia li ofereix feina al despatx.                                                                                     |    |                                                    |                  |                 |                        |
| 19 | 3  | «No surto en cap foto»                             | María Almagro    | Javier Olivares | 28 de setembre de 2010 |
| La Lídia aconsegueix per fi el seu somni: ser família d'acollida. Rep a casa seva el Manu, un adolescent conflictiu que no es mostra gaire entusiasmat amb la idea d'adaptar-se a la seva nova vida. |    |                                                    |                  |                 |                        |
| 20 | 4  | «Tu, sempre al mig»                                | Sònia Sánchez    | Javier Olivares | 5 d'octubre de 2010    |
| L'Arlet, obsessionada amb la Francina, i sentint-se culpable amb la Dani, decideix arribar a un punt intermedi i proposa a la Dani de fer un trio. La Lídia i el Toni discuteixen sobre la manera d'educar el Manu, cada cop més problemàtic. La Lídia acaba decidint que el millor és que el noi vagi a veure el Salva, el seu soci i expert en aquest tipus de temes.                                                                     |    |                                                    |                  |                 |                        |
| 21 | 5  | «A algú li interessa una faixa?»                   | Xavier Berraondo | Javier Olivares | 12 d'octubre de 2010   |
| La Dani s'ofereix per treballar al bar de la Paula, que, en veure que la noia té tanta mala sort a la vida com ella, decideix contractar-la. La Joana ha d'afrontar el retorn del Peter, que arriba acompanyat per la seva nova dona, i les ganes que l'Oriol i la Marina tenen de veure'l, fet que provocarà que els dos nens maquinin contra la nouvinguda.                                                                               |    |                                                    |                  |                 |                        |
| 22 | 6  | «Utilitza'm, sisplau»                              | María Almagro    | Javier Olivares | 19 d'octubre de 2010   |
| L'Oriol s'enamora de l'Arlet i ho confessa al Pep sense saber que aquest té el mateix problema: està enamorat d'algú que li porta tants anys que podria ser la seva mare. La Joana acaba seduïda per la tendresa del Pep, fet que el Peter no trigarà a descobrir. |    |                                                    |                  |                 |                        |
| 23 | 7  | «Per al Tortugo sempre serà casa seva...»          | Sònia Sánchez    | Javier Olivares | 31 d'octubre de 2010   |
| La relació de la Lídia i el Manu amb el Toni millora a poc a poc, però tot es trunca quan el Toni és detingut per la policia, que el relaciona amb una trama il·legal de cotxes de luxe. La Lídia prova de mantenir tot l'assumpte en secret de cara al Manu. |    |                                                    |                  |                 |                        |
| 24 | 8  | «Bruixa amb gust de maduixa»                       | Xavier Berraondo | Javier Olivares | 7 de novembre de 2010  |
| La detenció del Toni posa en perill que el Manu segueixi a casa de la Lídia. La Paula decideix desintoxicar-se. El Guillem intenta que ho faci acompanyada de la Cruz, però ella no li perdona l'incident que va acabar amb la Clàudia a l'hospital. Però la Paula rebrà una ajuda inesperada. |    |                                                    |                  |                 |                        |
| 25 | 9  | «No et creguis mai el que diuen a la tele»         | María Almagro    | Javier Olivares | 14 de novembre de 2010 |
| L'Arlet descobreix que la Francina és filla d'un empresari corrupte... i de sobte es troba immersa en un assetjament mediàtic. La Francina, sola i dolguda, accepta finalment tot el suport i l'afecte de l'Arlet. La Joana té un petit accident i la Gabriela se li fica a casa amb la intenció d'ajudar-la. |    |                                                    |                  |                 |                        |
| 26 | 10 | «Tu vols que jo et faci un favor, reina»           | Sònia Sánchez    | Javier Olivares | 16 de novembre de 2010 |
| La Paula avança en l'escriptura de la seva novel·la i organitza una festa per presentar el Guillem. L'Arlet hi va acompanyada de la Francina, i la Joana del Pep... Tot plegat acaba com el rosari de l'aurora per l'actitud de la Francina... A més, la Gabriela es presenta buscant la Paula, a qui pren per l'antiga amant del seu marit.                                                                                                |    |                                                    |                  |                 |                        |
| 27 | 11 | «Quèèè?»                                           | Xavier Berraondo | Javier Olivares | 23 de novembre de 2010 |
| La Dani necessita un altre treball, una casa on viure... i sentir-se una més entre les amigues. La Paula li donarà suport en tot moment, mentre acaba la primera versió de la seva novel·la. La Francina té abduïda l'Arlet, que fins i tot canvia d'imatge, deixant astorades les amigues. |    |                                                    |                  |                 |                        |
| 28 | 12 | «Els grans us passeu la vida dient mentides...»    | María Almagro    | Javier Olivares | 30 de novembre de 2010 |
| En Peter i la Joana segueixen veient-se d'amagat de tothom, però la situació farà un gir quan la Joana descobreixi que la Gabriela està embarassada... i la Gabriela pretén que això quedi entre elles. |    |                                                    |                  |                 |                        |
| 29 | 13 | «Jo una novel·la així, no la llegiria ni de conya» | Sònia Sánchez    | Javier Olivares | 7 de desembre de 2010  |
| La Paula acaba la seva novel·la i en regala un exemplar a les amigues, que reaccionaran contra ella en veure destapades les seves vides i secrets. L'Arlet ajuda la Dani a preparar un càsting com a actriu. El que no sap encara la Dani és que la feina consisteix a fer de telefonista en una línia eròtica... |    |                                                    |                  |                 |                        |

### Tercera temporada
| Núm. | #  | Títol                                                         | Director         | Guionista       | Data d'emissió         |
| --- | -- | ------------------------------------------------------------- | ---------------- | --------------- | ---------------------- |
| 30 | 1  | «I tu pots parar de tocar, hòstia?»                           | Xavier Berraondo | Javier Olivares | 14 de desembre de 2010 |
| Ha passat mig any des de la presentació de la novel·la de la Paula. La Cruz es dedica a una empresa de microcrèdits amb el Robert i la seva relació amb el Jesús va a més... fins al punt que ell li demana per casar-se. La Paula ha tingut èxit i comença a ser famosa, cosa que no porta gaire bé. |    |                                                               |                  |                 |                        |
| 31 | 2  | «Aireeeeeeee!»                                                | Sònia Sánchez    | Javier Olivares | 21 de desembre de 2010 |
| El Manu es troba enmig de la Lídia i la Isabel. Sap que ha de tornar amb la seva mare... però no oblida tot l'amor que la Lídia li ha donat. Demana ajuda al Salva perquè trobi feina per a la seva mare. La Paula segueix amb la seva aventura de ser famosa... i amb els homes. |    |                                                               |                  |                 |                        |
| 32 | 3  | «I tu més!»                                                   | María Almagro    | Javier Olivares | 28 de desembre de 2010 |
| La Lídia, trista per la pèrdua del Manu, va perdent el control i se sent temptada de tornar als seus antics hàbits de tenir sexe amb desconeguts. El Salva es comença a sentir atret per la Thais, la noia de la neteja brasilera. L'Arlet i la Dani es plantegen adoptar un fill... |    |                                                               |                  |                 |                        |
| 33 | 4  | «No és un pare. És un espermatozou»                           | Xavier Berraondo | Javier Olivares | 4 de gener de 2011     |
| La Paula vol celebrar el segon aniversari de la seva sortida del coma amb les amigues... i amb tots els amics que té en una xarxa social d'internet. La Lídia i el Salva treballen en una sèrie de vídeos d'autoajuda, però res impedeix a la Lídia seguir amb les seves fantasies sexuals. |    |                                                               |                  |                 |                        |
| 34 | 5  | «Sóc una bona persona»                                        | Sònia Sánchez    | Javier Olivares | 11 de gener de 2011    |
| La Dani i l'Arlet descarten la inseminació artificial; volen saber qui és el pare i es posen a buscar candidats entre els seus coneguts. La Paula és la convidada en un altre programa de televisió i la Cruz dina amb els Fàbregues... el Jesús i el Robert. |    |                                                               |                  |                 |                        |
| 35 | 6  | «M'encanta no ser jo!»                                        | María Almagro    | Javier Olivares | 18 de gener de 2011    |
| Amb motiu de la preparació de la primera comunió de l'Oriol, apareix el Francesc, que demana a la Joana la custòdia compartida. El Toni torna per veure com li van les coses a la Lídia i ella l'acull a casa. La Paula es grava un vídeo per a un reportatge de la seva novel·la. |    |                                                               |                  |                 |                        |
| 36 | 7  | «Jo sóc fidel a l'antiga, i vull seguir el camí recte, recte» | Xavier Berraondo | Javier Olivares | 25 de gener de 2011    |
| La Mariona anuncia la seva separació i es presenta amb les maletes a casa de la Paula. La Joana nega al Francesc la custòdia compartida. I ell sap a través d'una picabaralla a l'escola de l'Oriol que el Peter ha estat actor porno. |    |                                                               |                  |                 |                        |
| 37 | 8  | «Ja tenim un campió!»                                         | Sònia Sánchez    | Javier Olivares | 1 de febrer de 2011    |
| L'Arlet i la Dani creuen que la cosa ha funcionat i que s'han quedat embarassades del Toni..., però tot serà una falsa alarma. El Toni, apenat, s'ofereix a seguir ajudant-les, però amb les condicions que elles vulguin. |    |                                                               |                  |                 |                        |
| 38 | 9  | «De vegades, la gent canvia»                                  | María Almagro    | Javier Olivares | 8 de febrer de 2011    |
| La Isabel s'emporta en Manu de casa la Lídia perquè no la considera un bon exemple per al seu fill. La Lídia es fa la idea que és un comiat definitiu i, desconcertada, continua la seva relació amb l'Òscar, el qual cada vegada li demana situacions més atrevides. La Joana prepara la comunió de l'Oriol sense saber que en Peter pensa deixar-la quan s'acabi la festa, perquè ella sabia que la Gabriela estava embarassada i no l'hi va dir. |    |                                                               |                  |                 |                        |
| 39 | 10 | «El secret és la salsa»                                       | Xavier Berraondo | Javier Olivares | 15 de febrer de 2011   |
| La Lídia decideix tallar amb l'Òscar, però ell s'hi nega i continua assetjant-la. El Manu ho descobreix. La Joana decau perquè marxa el Peter i es fa addicta als videojocs del seu fill. La Cruz i el Fàbregues són amants. L'Arlet i la Dani organitzen un casament secret i només està convidada la Cruz. La Irene i el Jesús estan fent l'amor quan la televisió informa que l'avió en què anava la Mariona s'ha estavellat.                    |    |                                                               |                  |                 |                        |
| 40 | 11 | «Jo, també»                                                   | Sònia Sánchez    | Javier Olivares | 22 de febrer de 2011   |
| La Mila, la dona d'en Fàbregues, decideix separar-se del seu marit... cosa que la Cruz no està disposada a fer amb en Jesús, el qual ignora que ella li és infidel i se sent culpable de la seva relació amb la Irene. En Jesús, per netejar la seva consciència, prepara un gran casament. La Paula descobreix que l'amant de la Irene és en Jesús i li ordena que ho deixi immediatament.                                                         |    |                                                               |                  |                 |                        |
| 41 | 12 | «Ja no caçarem gambosins!»                                    | María Almagro    | Javier Olivares | 1 de març de 2011      |
| La Cruz està a punt de trencar amb el Jesús, quan ell li confessa la seva infidelitat i aleshores ella se sent incapaç de confessar la seva. Sols a l'habitació d'un hotel, la Cruz i el Fàbregues dissenyen el seu futur. La Lídia decideix denunciar l'Òscar. El Manu explica al Toni el que passa amb la Lídia. La Paula intenta animar la Irene després que hagi trencat amb el Jesús.                                                          |    |                                                               |                  |                 |                        |
| 42 | 13 | «Me'n vaig a casa, a escriure un bolero»                      | Sense determinar | Javier Olivares | 15 de març de 2011     |
| En aquest últim capítol de la sèrie, el Jesús marxa de casa sense saber per què la Cruz el deixa. La Paula avança amb la seva relació amb el Raimon, que deixa els hàbits. La Joana s'acomiada de l'oficina per dedicar-se amb la Mariona al restaurant. La Dani lluita contra la fòbia que té amb la sang per poder assistir al part de l'Arlet. I arriba el dia del casament.                                                                     |    |                                                               |                  |                 |                        |